# Jegielnica
Jegielnica (niem. Jäglitz, 1936–1945 Kleindorf)– wieś w Polsce położona w województwie opolskim, w powiecie nyskim, w gminie Korfantów.

## Historia
Wieś położona nad Ścinawą Niemodlińską, po raz pierwszy wzmiankowana w 1285 r. Od czasów średniowiecza występująca jako: Jäglitz, Iaglitz, Jüglitz, Jaghelnitza, Jagelnicz, od XVIII w. – Faglitz. W tym czasie wieś wraz z Wężą, Gryżowem, Włodarami i Rynarcicami należała do biskupów wrocławskich. W 1936 r. nazwę wsi zmieniona na Kleindorf. Po 1945 r. osada funkcjonuje jako Jegielnica, od jagły czyli ziarna prosa. Morfologicznie to ulicówka, z rozproszoną zabudową gospodarską. Zabytkowy charakter posiada zadbany, usytuowany przy kościele ceglany budynek, dawniej mieszczący szkołę oraz Kościół pw. św. Rozalii (1897 r.). Zbudowano go w stylu neogotyckim, z nietynkowanej cegły, na planie prostokąta. Na czworobocznej, zwieńczonej wysokim hełmem wieży widoczne są ślady po kulach z czasów II wojny światowej. Jegielnicę zamieszkuje 160 osób.
Wieś znacznie ucierpiała podczas powodzi we wrześniu 2024.

## Bezpieczeństwo
Bezpieczeństwo pożarowe w Jagielnicy pod względem operacyjnym zabezpiecza interwencyjnie Jednostka Ratowniczo-Gaśnicza PSP w Prudniku.